# 盾形虫属
盾形虫属是一属寒武纪第三期生活在澄江生物群的节肢动物。该属是一个单型属，属下仅有古盾形虫（学名：Skioldia aldna）一个物种。正模标本CN 115402，产自帽天山剖面。

## 词源
盾形虫属的学名Skioldia，源于古北欧语，译为盾牌，指其整体形态；而模式种的种加词亦源于古北欧语，译为古老的。

## 特征
躯体背视宽椭圆形，躯干体节9或10个，臀板三角形；头甲和臀板具短沟；轴区分割模糊；一对眼睛位于头甲临近于口板前骨片处；体缘完整，具小尖刺。